# 原車站 (愛知縣)
原車站（日语：／ Hara eki */?）是位於愛知縣名古屋市天白區原一丁目。為名古屋市營地下鐵鶴舞線的車站之一。車站編號為T18。
因本站為前往天白區與綠區的公車集結處，故本站使用率較高。

## 車站結構
為擁有2面2線側式月台之地下車站。雖本站只有2個出入口，但從2號出入口可直達地下鐵原巴士總站後，可直接轉搭名古屋市營巴士。

### 月台配置
| 月台 | 路線   | 目的地                   |
| ---- | ------ | ------------------------ |
| 1    | 鶴舞線 | 赤池、豐田市方向         |
| 2    | 鶴舞線 | 伏見、上小田井、犬山方向 |

## 相鄰車站
名古屋市營地下鐵
 鶴舞線
植田（T17）－原（T18）－平針（T19）

## 外部連結
- 原 - 名古屋市交通局